# Beaucroissant
Beaucroissant là một xã thuộc tỉnh Isère, vùng Rhône-Alpes đông nam nước Pháp. Xã này nằm ở khu vực có độ cao từ 332-753 mét trên mực nước biển.